# Saint-Noël
Saint-Noël est une municipalité de village dans La Matapédia, au Bas-Saint-Laurent, au Québec (Canada). Elle est située dans la région géographique et touristique de la Gaspésie. La municipalité compte près de 500 habitants.

## Toponymie
Le nom du village de Saint-Noël est en honneur du Jésuite martyr canadien Noël Chabanel.

## Histoire
La paroisse de Saint-Noël est issue d'une division des paroisses voisines de Saint-Damase et Saint-Moïse érigée canoniquement en 1951. Le village de Saint-Noël a été fondé d'abord sous le nom de Saint-Moïse Station en 1906 par détachement de la paroisse de Saint-Moïse. C'est en 1945 que le village adopte le nom de Saint-Noël.

## Géographie
Le village de Saint-Noël est situé dans la Vallée de la Matapédia au sud de l'estuaire maritime du Saint-Laurent.
La rivière Tartigou traverse le sud-ouest de la municipalité vers l'ouest et la pointe nord-ouest vers le nord.
La Rivière Blanche en traverse le nord-est vers le nord.

## Démographie
| 1996 | 2001 | 2006 | 2011 | 2016 | 2021 |
| ---- | ---- | ---- | ---- | ---- | ---- |
| 509  | 493  | 459  | 434  | 398  | 392  |

## Économie
L'économie du village repose principalement sur l'agriculture et l'exploitation forestière.

## Devise
La devise du village est « En avant ».

## Conseil municipal
Le conseil municipal est élu en bloc sans division territoriale pour un mandat de quatre ans. Il est composé d'un maire et de six conseillers.
- Maire : Gilbert Sénéchal
- Conseiller no 1 : Steeve Parent
- Conseiller no 2 : Marcel D'Astous
- Conseillère no 3 : Francine Gagné
- Conseiller no 4 : Gilbert Marquis
- Conseiller no 5 : Jean-Marc Turcotte
- Conseiller no 6 : Jean-Louis Roussel

| Saint-Noël Maires depuis 2001                                                                                        |                  |         |          |
| Élection | Maire            | Qualité | Résultat |
| 2001 | Gilbert Sénéchal |         | Voir     |
| 2005 | Gilbert Sénéchal | Voir    |          |
| 2009 | Gilbert Sénéchal | Voir    |          |
| 2013 | Gilbert Sénéchal | Voir    |          |
| 2017 | Daniel Carrier   |         | Voir     |
| 2021 | Gilbert Marquis  |         | Voir     |
| Élection partielle en italique Depuis 2005, les élections sont simultanées dans toutes les municipalités québécoises |                  |         |          |

De plus, la secrétaire-trésorière actuelle est madame Manon Caron qui est aussi la directrice générale de l'organisation municipale.

## Représentations politiques
Québec : Saint-Noël fait partie de la circonscription provinciale de Matane-Matapédia. Cette circonscription est actuellement représentée par Pascal Bérubé, député du Parti québécois.
 Canada : Saint-Noël fait partie de la circonscription fédérale de Avignon—La Mitis—Matane—Matapédia. Elle est représentée par Kristina Michaud, députée du Bloc québécois.